# Televisione analogica terrestre
La televisione analogica terrestre è la combinazione della televisione analogica e della televisione terrestre.

## Storia
È stata la prima tipologia di televisione a diffondersi nel mondo, quando la televisione ha iniziato a diffondersi, a partire dal 1928 negli Stati Uniti e a partire dal 1929 nel Regno Unito e in Germania. La rappresentazione digitale dell'informazione elettronica non esisteva ancora: tale rappresentazione nasce infatti nel 1941 con la realizzazione del primo computer elettronico, l'Atanasoff–Berry Computer.
La televisione analogica terrestre in quasi tutti gli Stati del mondo è stata progressivamente superata dalla televisione digitale terrestre, caratterizzata dalla rappresentazione digitale dell'informazione elettronica, quest'ultimo in corso ormai da vari decenni.
Per quanto riguarda le immagini a colori lo standard utilizzato in Italia è lo standard PAL. Per quanto riguarda invece il sonoro, lo standard utilizzato in Italia è lo standard A2. Lo standard A2 in Italia è sempre stato utilizzato con la funzione di sonoro stereo/Dolby Surround e non con quella di sonoro multiplo.

## Descrizione generale
Ci sono vari standard che possono essere utilizzati, alcuni sono anche retrocompatibili, ciò significa che, se sono adottati e il ricevitore televisivo dell'utente non è compatibile con tali standard opzionali, la televisione analogica terrestre viene comunque ricevuta correttamente, anche se, ovviamente, senza le funzionalità aggiuntive offerte dagli standard opzionali. Questo aspetto è particolarmente importante in quanto, in caso siano adottati gli standard opzionali, l'utente non è costretto a dotarsi di nuove apparecchi televisivi per poter continuare a ricevere la televisione analogica terrestre.
L'esempio più rilevante è l'avvento della televisione analogica terrestre a colori. La televisione analogica terrestre è nata in bianco e nero, per trasmettere immagini a colori i provider televisivi hanno semplicemente iniziato ad adottare i vari standard opzionali per le immagini a colori e gli utenti non intenzionati ad affrontare spese per dotarsi di nuovi apparecchi televisivi compatibili con tali standard opzionali potevano comunque continuare a ricevere la televisione analogica terrestre in bianco e nero.
La caratteristica della retrocompatibilità è anche vantaggiosa per i provider televisivi in quanto, se il provider fosse intenzionato ad adottare un nuovo standard televisivo non retrocompatibile e non volesse perdere gli utenti non intenzionati a dotarsi di nuovi apparecchi televisivi compatibili, l'unica scelta che gli rimarrebbe sarebbe la doppia trasmissione dell'emittente televisiva, o delle emittenti televisive in caso siano più di una: una trasmissione nel vecchio standard e una nel nuovo standard. E, come è facilmente intuibile, tale soluzione comporta un aggravio notevole dei costi per il provider televisivo, in pratica vengono raddoppiati i costi di trasmissione.
La doppia trasmissione dell'emittente televisiva e ciò che è stato attuato dai provider televisivi con l'avvento della televisione digitale, in particolare della televisione digitale terrestre. Gli standard di televisione digitale sono intatti completamente distinti e incompatibili con gli standard di televisione analogica. In realtà tale doppia trasmissione è solo temporanea, funzionale al concedere tempo agli utenti per la sostituzione degli apparecchi televisivi. È infatti già previsto il cosiddetto switch-off (in italiano "spegnimento") della televisione analogica. Quando i nuovi apparecchi televisivi compatibili con la televisione digitale saranno sufficientemente diffusi cesserà la doppia trasmissione con notevole risparmio di costi da parte dei provider televisivi. In tale momento gli utenti non ancora dotati di apparecchi televisivi compatibili con la televisione digitale saranno costretti ad acquistarli se vorranno continuare a ricevere la televisione in quanto la televisione analogica cesserà di esistere.

## Standard televisivi

### Principali
Gli standard di televisione analogica terrestre attualmente usati nel mondo sono:
| Nome dello standard | Immagini in movimento | Immagini in movimento    | Immagini in movimento | Immagini in movimento | Immagini in movimento | Sonoro        | Sonoro          | Teletext | EPG |
| Nome dello standard | risoluzione (linee)   | frequenza immagini (fps) | scansione             | rapporto d'aspetto    | colore                | numero canali | sonoro multiplo | Teletext | EPG |
| ------------------- | --------------------- | ------------------------ | --------------------- | --------------------- | --------------------- | ------------- | --------------- | -------- | --- |
| B                   | 768x576               | 25                       | interlacciata         | 4:3                   | bianco e nero         | mono          | no              | no       | no  |
| B'                  |                       | 25                       | interlacciata         | 4:3                   | bianco e nero         | mono          | no              | no       | no  |
| D                   |                       | 25                       | interlacciata         | 4:3                   | bianco e nero         | mono          | no              | no       | no  |
| D'                  |                       | 25                       | interlacciata         | 4:3                   | bianco e nero         | mono          | no              | no       | no  |
| G                   | 768x576               | 25                       | interlacciata         | 4:3                   | bianco e nero         | mono          | no              | no       | no  |
| H                   |                       | 25                       | interlacciata         | 4:3                   | bianco e nero         | mono          | no              | no       | no  |
| I                   |                       | 25                       | interlacciata         | 4:3                   | bianco e nero         | mono          | no              | no       | no  |
| I'                  |                       | 25                       | interlacciata         | 4:3                   | bianco e nero         | mono          | no              | no       | no  |
| J                   |                       | 30                       | interlacciata         | 4:3                   | bianco e nero         | mono          | no              | no       | no  |
| K                   |                       | 25                       | interlacciata         | 4:3                   | bianco e nero         | mono          | no              | no       | no  |
| K'                  |                       | 25                       | interlacciata         | 4:3                   | bianco e nero         | mono          | no              | no       | no  |
| L                   |                       | 25                       | interlacciata         | 4:3                   | bianco e nero         | mono          | no              | no       | no  |
| M                   | 648x486               | 30                       | interlacciata         | 4:3                   | bianco e nero         | mono          | no              | no       | no  |
| N                   |                       | 25                       | interlacciata         | 4:3                   | bianco e nero         | mono          | no              | no       | no  |

Gli standard B e G sono quelli usati in Italia. Per un'informazione completa su quali standard televisivi per la televisione analogica terrestre sono adottati nei vari stati del mondo si veda la voce Diffusione degli standard televisivi nel mondo.

### Opzionali
Standard televisivi opzionali per la televisione analogica terrestre attualmente usati nel mondo sono:
| Nome dello standard | Funzionalità aggiuntive                                                                  |
| ------------------- | ---------------------------------------------------------------------------------------- |
| PAL (televisione)   | immagini a colori                                                                        |
| NTSC                | immagini a colori                                                                        |
| SÉCAM               | immagini a colori                                                                        |
| PALplus             | immagini a colori e immagini con rapporto d'aspetto 16:9                                 |
| A2                  | sonoro stereo (o Dolby Surround) oppure in alternativa sonoro multiplo (due sonori mono) |
| NICAM               | sonoro stereo (o Dolby Surround)                                                         |
| MTS                 | sonoro multicanale                                                                       |
|                     | teletext                                                                                 |